# Freda Friedman Salzman
Freda Friedman Salzman (* 12. Mai 1927 in Brooklyn, New York (Bundesstaat), Vereinigte Staaten; † 1. April 1981) war eine US-amerikanische Physikerin und Hochschullehrerin.  Sie  war Professorin für Physik an der University of Massachusetts. Ihr Engagement gegen Sexismus basierte auf einem Rechtsstreit mit ihrem Arbeitgeber, der University of Massachusetts, den sie schließlich gewann, als sie 1975 eine Festanstellung erhielt.

## Leben und Werk
Salzman war das jüngste von fünf Kindern von Ann und Jacob Friedman und wuchs während der Weltwirtschaftskrise auf. Sie schrieb sich am Brooklyn College als Abendstudentin ein, wo sie 1949 ihren Bachelor-Abschluss erhielt. An der University of Illinois promovierte sie 1953 bei Geoffrey Chew mit der Dissertation: Photo-Meson Production from a Single Nucleon.
Während ihres Studiums lernte sie den Physiker George Salzman kennen, den sie 1948 heiratete und mit dem sie 1954 und 1958 eine Tochter bekam. Nach ihrer Promotion hatte sie Forschungspositionen an mehreren Institutionen, darunter an den Universitäten von Illinois, Rochester und Colorado. 1965 wurden sie und ihr Ehemann an den neu gegründeten Bostoner Campus der University of Massachusetts berufen. Ihr Ehemann bekam eine Stelle als Physikprofessor in Festanstellung und sie eine Teilzeitstelle als außerordentliche Professorin. Sie trat ihre neue Professur mit einem Stipendium der National Science Foundation für die Erforschung von Elementarteilchen an. 1967 erfuhr sie, dass ihre Anstellung bald beendet werden würde und die Universität informierte sie offiziell am 31. August 1968 darüber.

## Gleichzeitige Anstellung von Ehepartnern
Ursprünglich war die gleichzeitige Anstellung Ehepartnern an der Universität verboten. Diese Politik war jedoch bereits durch die Heirat zweier Fakultätsmitglieder in Schwierigkeiten geraten. Angesichts dieser Probleme schlug der Universitätsrat 1963 eine Überarbeitung der Politik vor. Die allgemeine Regel besagte, dass die gleichzeitige Einstellung von Familienmitgliedern vermieden werden sollte. Falls beide Familienmitglieder jedoch über eine hohe akademische Qualifikation verfügten, konnte die Regel aufgehoben werden. Wenn beide Familienmitglieder derselben Abteilung angehörten, wie im Fall von Salzmann und ihrem Ehemann, konnte nur einem Mitglied eine Festanstellung gewährt werden. Es sollte in der Wissenschaft verhindert werden, dass Familienmitglieder ungerechtfertigten Einfluss auf die Abteilung ausüben. Diese Politik schränkte jedoch oft die Beschäftigung von Ehefrauen im Vergleich zu Ehemännern ein.
Als Salzman 1967 wieder ernannt werden sollte, behaupteten der damalige Kanzler und der amtierende Dekan, die Politik verbiete es, dass ein Ehemann und seine Frau gleichzeitig Positionen in derselben Abteilung bekleiden dürften und ignorierten damit die Änderung der Politik von 1963.
Trotz einer dringenden Empfehlung der Physikfakultät stimmte der Kanzler ihrer Wiederernennung nicht zu. 1968 erhielt Salzman ein Schreiben, das ihre Professur im darauffolgenden August offiziell beendete. Nachdem sie diese Mitteilung erhalten hatte, schrieb sie an den Leiter der Physikabteilung und bat um Krankschreibung. Als der Fall Salzman in den Massenmedien die Runde machte, sahen die Öffentlichkeit, Kollegen und die breitere akademische Gemeinschaft Salzman als Ziel ungerechter Diskriminierung. 1970 unterstützte der Tenure- und Beschwerdeausschuss der Universität ihre Wiedereinstellung uneingeschränkt. Die Fakultät stimmte für sie und forderte 1971 den Stiftungsrat auf, ihren Fall erneut zu prüfen. Die National Organization for Women legte ebenfalls Berufung ein, und über 190 Wissenschaftler unterzeichneten eine öffentliche Petition für ihre Wiedereinstellung.
Diese große Unterstützung brachte ihren Fall schließlich wieder vor das Kuratorium der Universität. Im Dezember 1971 beschloss das Kuratorium, dass Qualifikationen das einzige Kriterium für die Einstellung von Lehrkräften sein sollten. Diese Änderung wurde jedoch nicht rückwirkend zu ihren Gunsten angewendet. Der Druck von außen auf den Universitätsrat nahm weiter zu und ein Jahr später gab die Universität schließlich nach. Sie wurde wieder in ihre Position berufen, ohne Festanstellung, als außerordentliche Professorin. Erst 1975 erhielt sie eine ordentliche Professur mit Festanstellung. Salzman nahm ihre Lehr- und Forschungstätigkeit wieder auf. Sie veröffentlichte neue Arbeiten zur Allgemeinen Relativitätstheorie und etablierte sich erneut als theoretische Physikerin.
Im Frühjahr 1979 wurde bei ihr bösartiger Brustkrebs diagnostiziert und sie unterzog sich 1980 auch in Deutschland einer Krebsbehandlung. Sie starb 1981 im Alter von 53 Jahren.

## Forschung
Sie forschte zu Einzelteilchenaustauschmodellen, Nukleonenkollisionen und den elektromagnetischen Wechselwirkungen von Vektorbosonen. Mitte der 1950er Jahre entwickelte sie gemeinsam mit ihrem Ehemann eine numerische Methode zur Lösung der Integralgleichungen des sogenannten Chew-Low-Modells, einer Beschreibung der Wechselwirkungen zwischen Kernen, die von ihrem Doktorvater an der University of Illinois Urbana-Champaign und Francis Low entwickelt wurde. Für diese Berechnungen nutzten die Salzmans den ILLIAC I. Die 1957 in der Zeitschrift Physical Review veröffentlichte Chew-Low-Salzman-Methode wurde bald als solche bekannt und stimulierte die Arbeit von Kern- und Teilchenphysikern wie Stanley Mandelstam, Kenneth Wilson und Andrzej Kotański in den späten 1950er und frühen 1960er Jahren.

## Veröffentlichungen (Auswahl)
- Gravitational Field of a Freely Moving Mass. Nuovo Cim. B 24, 1974, S. 157.
- mit G. Salzman: Solutions of the Static Theory Integral Equations for Pion-Nucleon Scattering in the One-Meson Approximation. Phys.Rev. 108, 1957, S.  6, 1619. doi:10.1103/PhysRev.108.1619
- mit G. Salzman: Pion Production from pi--p Collisions in the Long-Range Interaction Model. Phys.Rev. 120, 1960, S. 599–608.
- mit A. Roberts: On The Possibility Of Designing An Isochronous Accelerator With Constant Betatron Frequencies. CERN Symposium on High-Energy Accelerators and Pion Physics, 1956, S. 59–59.